# Мельник, Василий Степанович
Мельник Василий Степанович (1935—1981) — депутат Верховного Совета СССР 10 созыва.

## Биография
Родился 11 сентября 1935 года в с. Зарожаны, Хотинского района Черновитской области.

## Образование
1958 году закончил Кишиневский Сельскохозяйственный институт, Агрономический факультет.
В 1972 году окончил Высшую партийную школу при ЦК КПСС.

## Политическая и хозяйственная деятельность
В 1958 году был назначен агрономом в колхозе «Путь к коммунизму» Олонештского района, (район Штефан-Водэ).
9 сентября 1959 года был избран председателем колхоза «Ленинский путь», Село Паланка этого-же района, в котором проработал до апреля 1966 года.
В 1966 году назначен в Новые Анены, одноименного района, начальником производственного управления района.
В июне 1972 года был избран Первым секретарем Коммунистической партии Новоаненского района. В ходе работы Первым секретарем дважды избирался народным депутатом МССР. В 1980 году, Мельник Василий Степанович был избран Депутатом Верховного Совета СССР 10 созыва (Список депутатов Верховного Совета СССР 10 созыва).

## Награды

### Государственные
- Орден Трудового Красного Знамени (1966)
- Орден «Знак Почёта» (1971)
- Орден Ленина (1973)